# Nyanga (Gabon)
Pour les articles homonymes, voir Nyanga.
La Nyanga est l'une des provinces côtières du Gabon, à l'est du Golfe atlantique de Guinée, la plus méridionale des trois. Son chef-lieu est Tchibanga. 

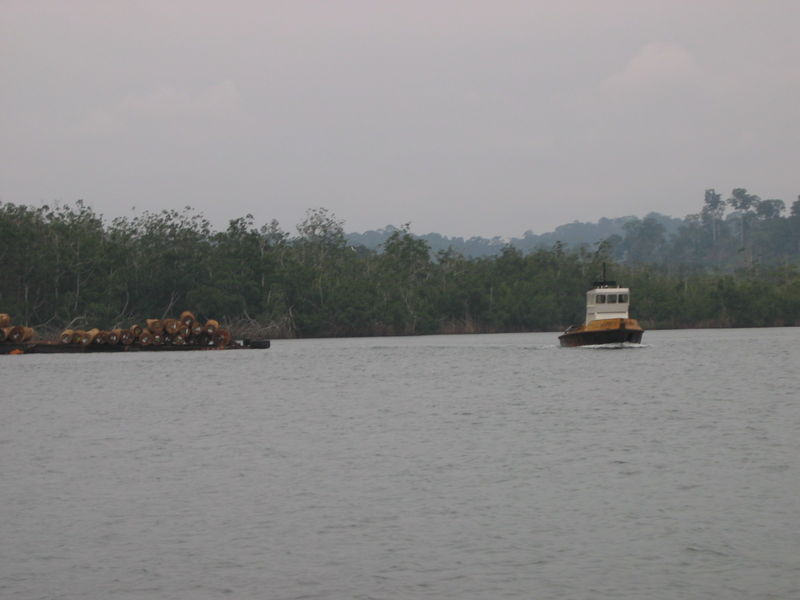
Remorqueur sur la lagune de Mayumba au Gabon

Elle possède des ressources naturelles dont les plus importantes sont le pétrole et le gaz, le fer de Dourekiki, le marbre de Doussiégoussou longtemps exploité par les Yougoslaves, ainsi qu'une immense forêt aux essences prisées comme l'okoumé, le moabi, le bilinga, le padouk... outre sa faune et ses richesses halieutiques.
La région, qui compte 52 854 habitants en 2013, est peuplée à 60 % de Punu(s), à 30 % de Balumbus ou Lumbou(s), à 5 % de Vili(s) et de Voungou(s) complétés par d'autres ethnies.

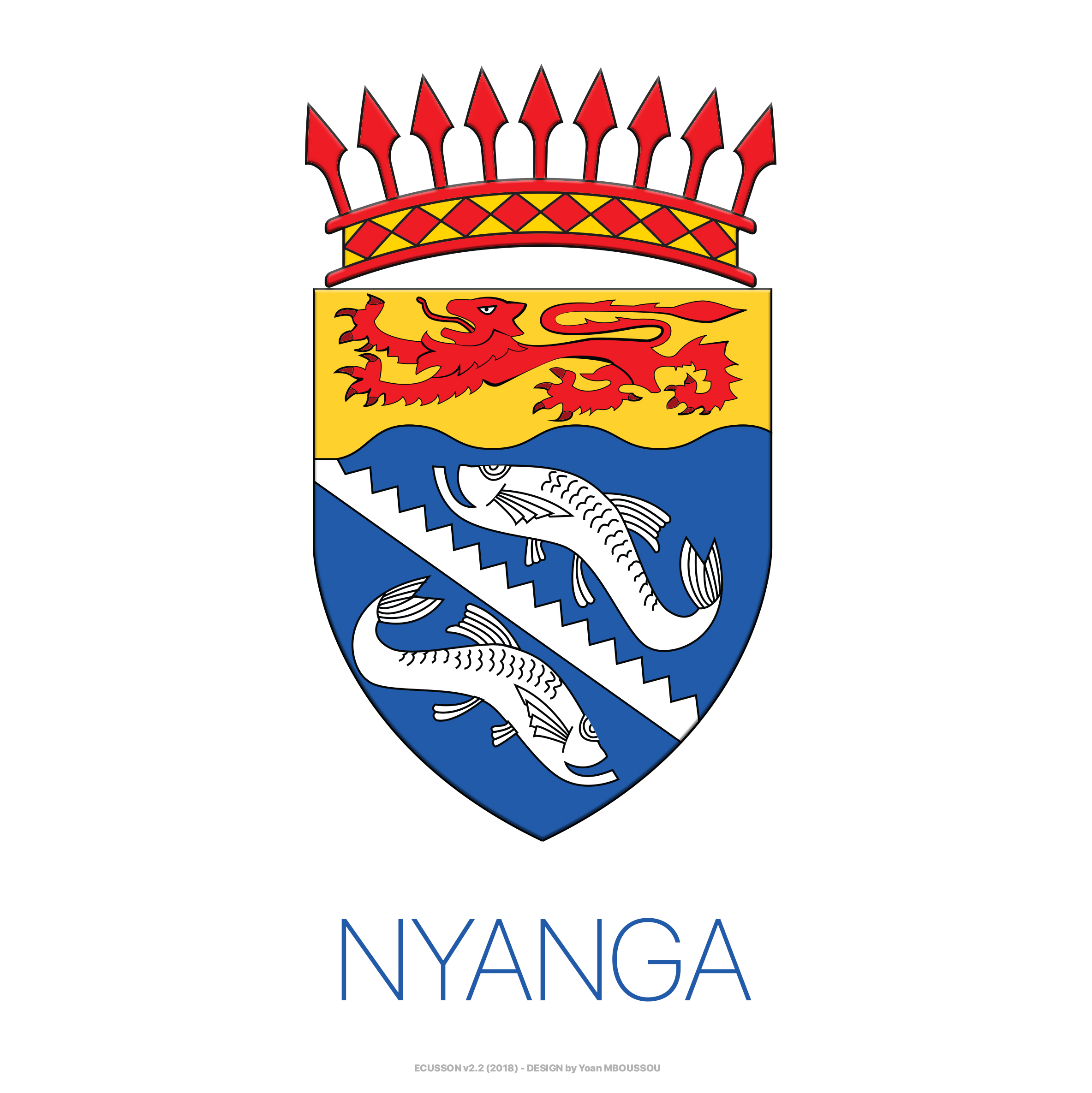
Écusson de la province de la NYANGA (G5) dans une version de 2018

## Géographie
La province de la Nyanga est située au sud du pays, frontalière de la République du Congo.
| Ogooué-Maritime | Ngounié |       |
| Golfe de Guinée | Nyanga  | Niari |
|                 | Kouilou |       |

## Administration

Départements de la Nyanga

La gouverneure de la province depuis 2018 est Madame Christiane Leckat (ou Léckat), mère diplômée de trois enfants, née le 15 octobre 1964.
Les six départements constitutifs de la Nyanga sont :
- Basse-Banio (Mayumba),
- Douigny (Moabi),
- Doutsila (Mabanda),
- Haute-Banio (Ndindi),
- Mongo (Moulingui-Binza),
- Mougoutsi (Tchibanga, également capitale régionale).

## Source
- Statoids.com - Gabon.